# Världsmästerskapen i skidskytte 2020
Världsmästerskapen i skidskytte 2020 arrangerades den 12–23 februari 2020 i Rasen-Antholz i Italien.
Mästerskapen omfattade tolv tävlingar i skidskytte: sprint, jaktstart, masstart, distans och stafett för damer respektive herrar, samt mixed- och singelmixedstafett. Tävlingarna var även en del av världscupen i skidskytte 2019/2020.

## Tävlingsprogram
| Datum       | Tid (UTC+1) | Damer                              | Herrar                             |
| ----------- | ----------- | ---------------------------------- | ---------------------------------- |
| 13 februari | 14:45       | Mixedstafett (4 x 6 km)            | Mixedstafett (4 x 6 km)            |
| 14 februari | 14:45       | Sprint (7,5 km)                    |                                    |
| 15 februari | 14:45       |                                    | Sprint (10 km)                     |
| 16 februari | 13:00       | Jaktstart (10 km)                  |                                    |
| 16 februari | 15:15       |                                    | Jaktstart (12,5 km)                |
| 18 februari | 14:15       | Distans (15 km)                    |                                    |
| 19 februari | 14:15       |                                    | Distans (20 km)                    |
| 20 februari | 15:15       | Singelmixedstafett (6 km + 7,5 km) | Singelmixedstafett (6 km + 7,5 km) |
| 22 februari | 11:45       | Stafett (4 x 6 km)                 |                                    |
| 22 februari | 14:45       |                                    | Stafett (4 x 7,5 km)               |
| 23 februari | 12:30       | Masstart (12,5 km)                 |                                    |
| 23 februari | 15:20       |                                    | Masstart (15 km)                   |

## Medaljöversikt

### Damer
| Tävling            | Guld                                                                                  | Silver                                                                 | Brons                                                                       |
| Sprint (7,5 km)    | Marte Olsbu Røiseland Norge                                                           | Susan Dunklee USA                                                      | Lucie Charvátová Tjeckien                                                   |
| Jaktstart (10 km)  | Dorothea Wierer Italien                                                               | Denise Herrmann Tyskland                                               | Marte Olsbu Røiseland Norge                                                 |
| Distans (15 km)    | Dorothea Wierer Italien                                                               | Vanessa Hinz Tyskland                                                  | Marte Olsbu Røiseland Norge                                                 |
| Masstart (12,5 km) | Marte Olsbu Røiseland Norge                                                           | Dorothea Wierer Italien                                                | Hanna Öberg Sverige                                                         |
| Stafett (4 x 6 km) | Norge Synnøve Solemdal Ingrid Landmark Tandrevold Tiril Eckhoff Marte Olsbu Røiseland | Tyskland Karolin Horchler Vanessa Hinz Franziska Preuß Denise Herrmann | Ukraina Anastasija Merkusjyna Julija Dzjyma Vita Semerenko Olena Pidhrusjna |

### Herrar
| Tävling              | Guld                                                                               | Silver                                                                        | Brons                                                        |
| Sprint (10 km)       | Aleksandr Loginov Ryssland                                                         | Quentin Fillon Maillet Frankrike                                              | Martin Fourcade Frankrike                                    |
| Jaktstart (12,5 km)  | Émilien Jacquelin Frankrike                                                        | Johannes Thingnes Bø Norge                                                    | Aleksandr Loginov Ryssland                                   |
| Distans (20 km)      | Martin Fourcade Frankrike                                                          | Johannes Thingnes Bø Norge                                                    | Dominik Landertinger Österrike                               |
| Masstart (15 km)     | Johannes Thingnes Bø Norge                                                         | Quentin Fillon Maillet Frankrike                                              | Émilien Jacquelin Frankrike                                  |
| Stafett (4 x 7,5 km) | Frankrike Émilien Jacquelin Martin Fourcade Simon Desthieux Quentin Fillon Maillet | Norge Vetle Sjåstad Christiansen Johannes Dale Tarjei Bø Johannes Thingnes Bø | Tyskland Erik Lesser Philipp Horn Arnd Peiffer Benedikt Doll |

### Mixade lag
| Tävling                       | Guld                                                                     | Silver                                                             | Brons                                                                            |
| Stafett (4 x 6 km)            | Norge Marte Olsbu Røiseland Tiril Eckhoff Tarjei Bø Johannes Thingnes Bø | Italien Lisa Vittozzi Dorothea Wierer Lukas Hofer Dominik Windisch | Tjeckien Eva Kristejn Puskarčíková Markéta Davidová Ondřej Moravec Michal Krčmář |
| Singelstafett (6 km + 7,5 km) | Norge Marte Olsbu Røiseland Johannes Thingnes Bø                         | Tyskland Franziska Preuß Erik Lesser                               | Frankrike Anaïs Bescond Émilien Jacquelin                                        |

## Medaljligan
| Pl.    | Nation    | Guld | Silver | Brons | Totalt |
| ------ | --------- | ---- | ------ | ----- | ------ |
| 1      | Norge     | 6    | 3      | 2     | 11     |
| 2      | Frankrike | 3    | 2      | 3     | 8      |
| 3      | Italien   | 2    | 2      | 0     | 4      |
| 4      | Ryssland  | 1    | 0      | 1     | 2      |
| 5      | Tyskland  | 0    | 4      | 1     | 5      |
| 6      | USA       | 0    | 1      | 0     | 1      |
| 7      | Tjeckien  | 0    | 0      | 2     | 2      |
| 8      | Sverige   | 0    | 0      | 1     | 1      |
| 8      | Ukraina   | 0    | 0      | 1     | 1      |
| 8      | Österrike | 0    | 0      | 1     | 1      |
| Totalt | Totalt    | 12   | 12     | 12    | 36     |

### Fotnoter
1. ↑  ”WOMEN 7,5 KM SPRINT”. Internationella skidskytteförbundet (IBU). https://ibu.blob.core.windows.net/docs/1920/BT/SWRL/CH__/SWSP/BT_C73B_1.0.pdf. Läst 15 februari 2020.
2. ↑  ”WOMEN 10 KM PURSUIT”. Internationella skidskytteförbundet (IBU). https://ibu.blob.core.windows.net/docs/1920/BT/SWRL/CH__/SWPU/BT_C73D_1.0.pdf. Läst 16 februari 2020.
3. ↑  ”WOMEN 15 KM INDIVIDUAL”. Internationella skidskytteförbundet (IBU). https://ibu.blob.core.windows.net/docs/1920/BT/SWRL/CH__/SWIN/BT_C73A_1.0.pdf. Läst 18 februari 2020.
4. ↑  ”WOMEN 12.5 KM MASS START”. Internationella skidskytteförbundet (IBU). https://ibu.blob.core.windows.net/docs/1920/BT/SWRL/CH__/SWMS/BT_C73E_1.0.pdf. Läst 23 februari 2020.
5. ↑  ”WOMEN 4X6 KM RELAY”. Internationella skidskytteförbundet (IBU). https://ibu.blob.core.windows.net/docs/1920/BT/SWRL/CH__/SWRL/BT_C73C_1.0.pdf. Läst 23 februari 2020.
6. ↑  ”MEN 10 KM SPRINT”. Internationella skidskytteförbundet (IBU). https://ibu.blob.core.windows.net/docs/1920/BT/SWRL/CH__/SMSP/BT_C73B_1.0.pdf. Läst 15 februari 2020.
7. ↑  ”MEN 12.5 KM PURSUIT”. Internationella skidskytteförbundet (IBU). https://ibu.blob.core.windows.net/docs/1920/BT/SWRL/CH__/SMPU/BT_C73D_1.0.pdf. Läst 16 februari 2020.
8. ↑  ”MEN 20 KM INDIVIDUAL COMPETITION”. Internationella skidskytteförbundet (IBU). https://www.biathlonworld.com/competitions/ibu-world-championship/events/ibu-world-championships-biathlon-antholz-anterselva-1920/bt1920swrlch__/race/men-20-km-individual/bt1920swrlch__smin/. Läst 19 februari 2020.
9. ↑  ”MEN 15 KM MASS START”. Internationella skidskytteförbundet (IBU). https://ibu.blob.core.windows.net/docs/1920/BT/SWRL/CH__/SMMS/BT_C73E_1.0.pdf. Läst 23 februari 2020.
10. ↑  ”MEN 4X7.5 KM RELAY”. Internationella skidskytteförbundet (IBU). https://ibu.blob.core.windows.net/docs/1920/BT/SWRL/CH__/SMRL/BT_C73C_1.0.pdf. Läst 23 februari 2020.
11. ↑  ”4X6 MIXED RELAY (W+M)”. Internationella skidskytteförbundet (IBU). https://ibu.blob.core.windows.net/docs/1920/BT/SWRL/CH__/MXRL/BT_C73C_1.0.pdf. Läst 13 februari 2020.
12. ↑  ”SINGLE MIXED RELAY”. Internationella skidskytteförbundet (IBU). https://ibu.blob.core.windows.net/docs/1920/BT/SWRL/CH__/MXSR/BT_C73C_1.0.pdf. Läst 23 februari 2020.